# ルイ・ブローニュ
ルイ・ブローニュ（Louis Boullogne、1609年8月8日 - 1674年6月13日)は、フランスの画家、版画家である。ローマで修行した後、1648年にフランスの王立絵画彫刻アカデミーの創立メンバーの一人となった。同名の画家の息子、ルイ・ド・ブローニュと区別するために「父親のルイ(Louis le père）]とも呼ばれた。

## 略歴
パリで生まれた。フォーブール・サン＝ジェルマン(faubourg Saint-Germain)の画家に学んだ後、おそらく1629年ころから画家のジャック・ブランシャール(1600-1638)の弟子になった。パリ市から奨学金を得てイタリアで数年間修行した。ローマに1634年から1637年の間、滞在し、グイド・レーニ(1575-1642)の作品『ヘレネーの誘拐(Ratto di Elena)』の複製版画を制作した。短期間ヴェネツィアにも滞在し、パオロ・ヴェロネーゼ(1528年 - 1588)の『聖セバスティアヌスの殉教』の複製版画を制作した。
1638年か1639年ころにパリに戻り、美術家として働き、パリ市庁舎(Hôtel de Ville)のために知事や議員の集団肖像画を描き、1646年から数回、パリの金細工師組合が画家に依頼してノートルダム寺院に寄付する作品「Mays de Notre-Dame」の制作依頼を受けた。公共施設の天井画も描いた。
王立絵画彫刻アカデミーの創立に貢献し、1648年にその創立メンバーとなり、1658年から亡くなるまでアカデミーの教授を務めた。1672年にシャルル・ルブランの指揮で、大法官ピエール・セギエ(1588-1672)の葬儀の装飾の仕事に参加した。卓越した写本の技術でも知られていた。ルブランとゴブラン工房のタペストリーのデザインもした。
1674年にパリで没した。
2人の息子ボン・ブローニュ(1649-1717)とルイ・ド・ブローニュ(1654-1733)も画家になった。

## 作品

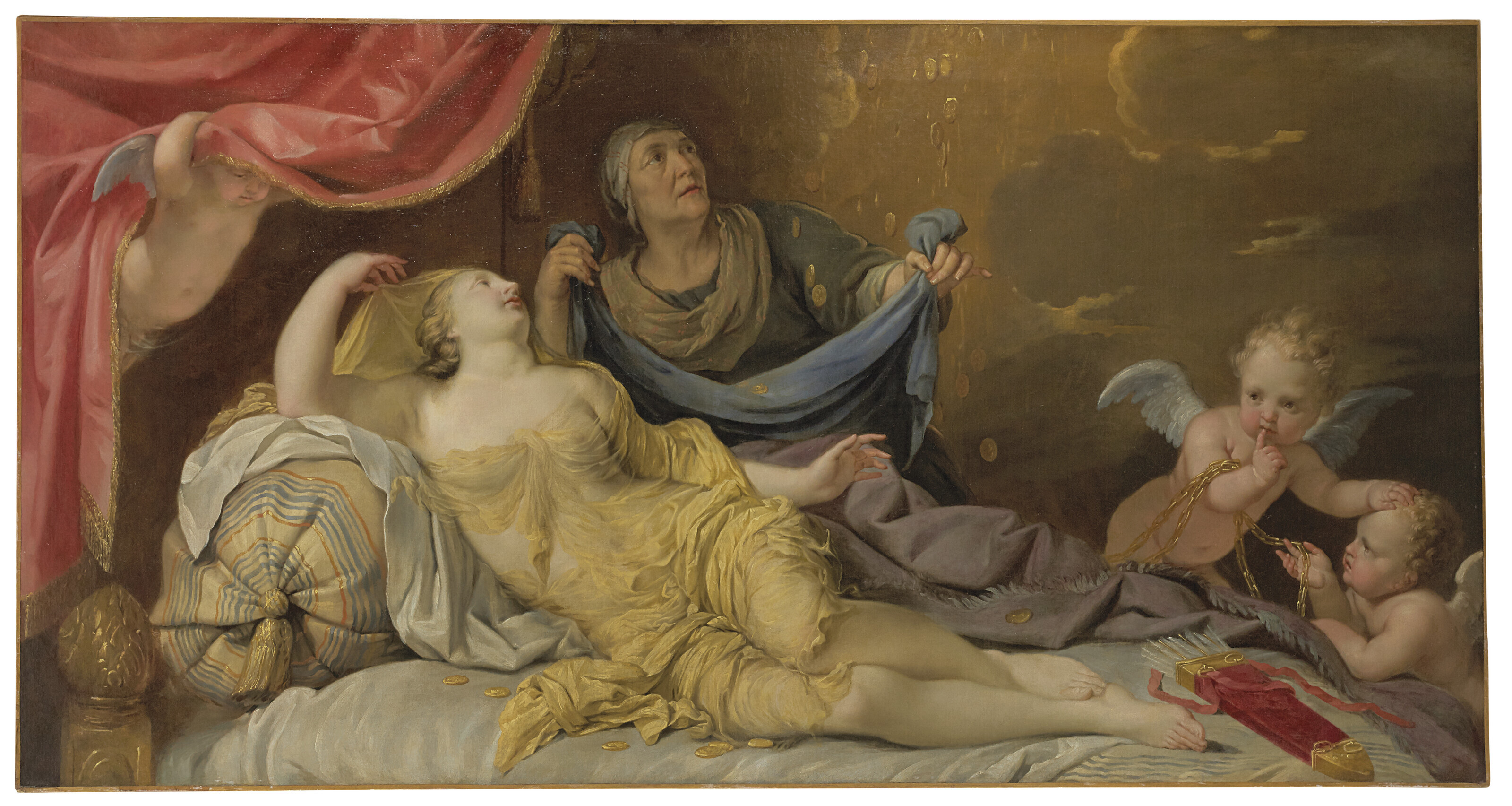
"Danaé et la pluie d'or"
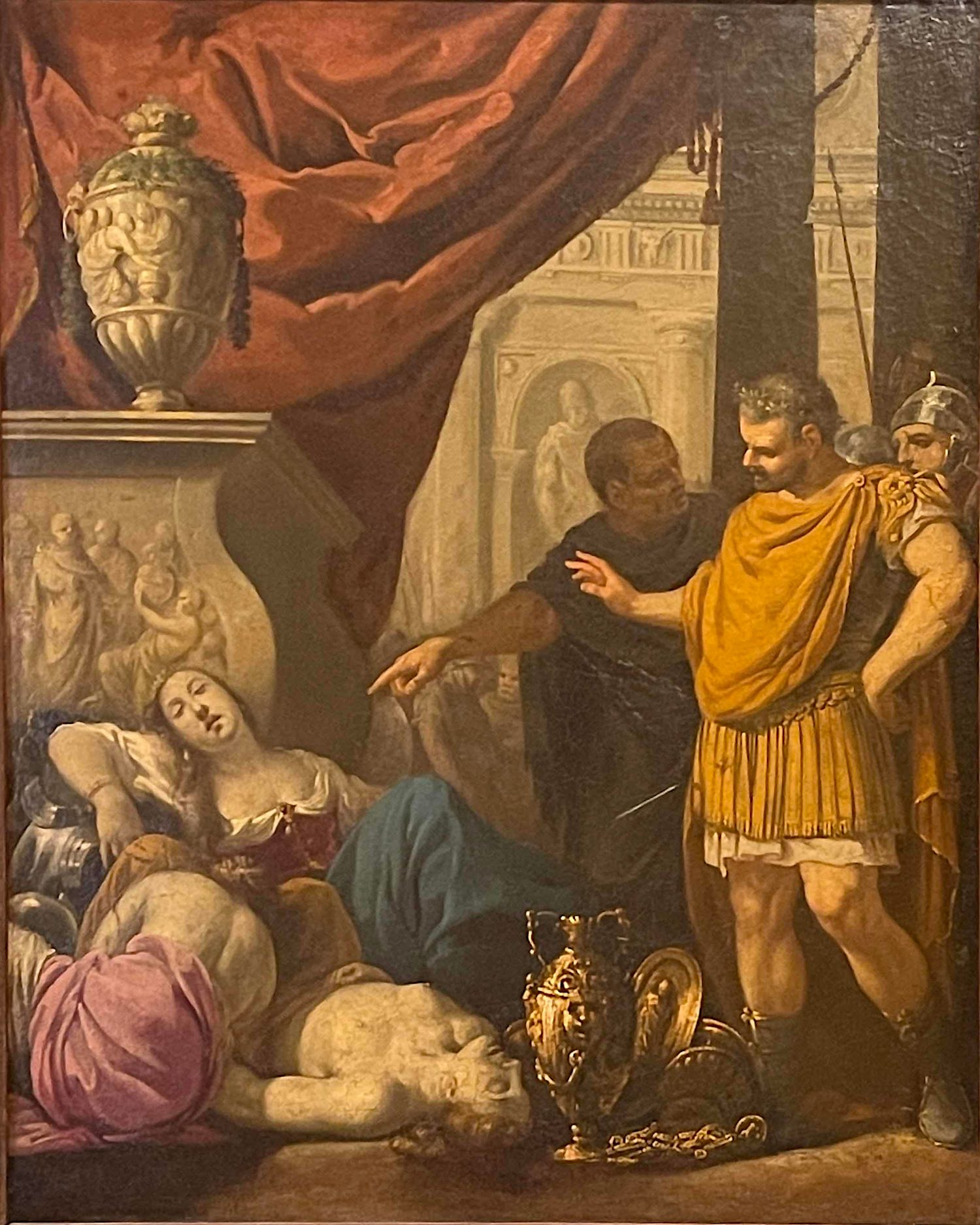
クレオパトラの死 (c.1640)
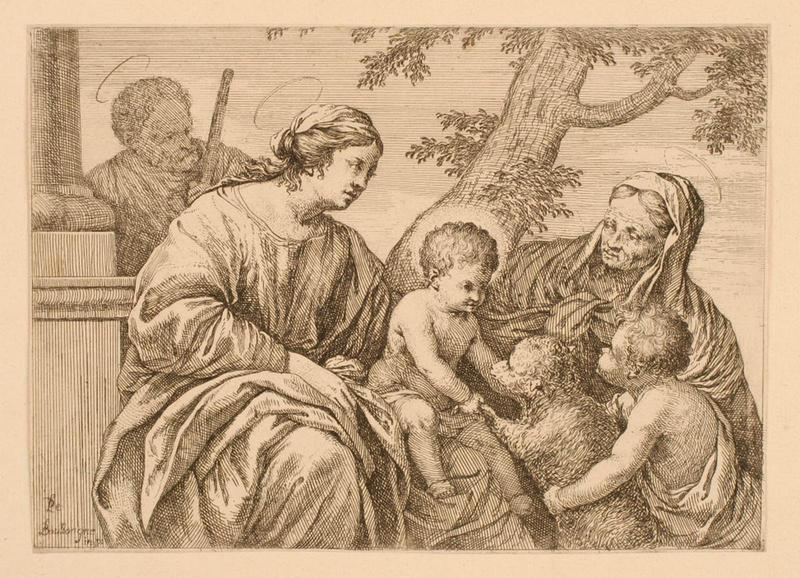
聖家族
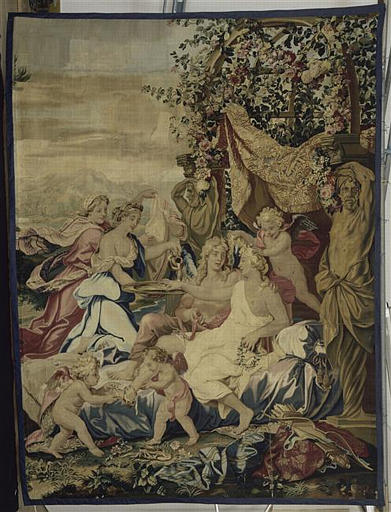
タペストリー